# 明石信道
明石 信道（あかし しんどう、1901年7月 - 1986年）は昭和期に活動した日本の建築家。早稲田大学名誉教授。

## 経歴
函館市青柳町生まれ。生家は函館の名家堀川家で五男坊。同地の願乗寺川を掘削し、函館発展に尽力した真言本願寺派の僧侶・堀川乗経は祖父、英国人地震学者ジョン・ミルンと結婚したトネ・ミルンは伯母。
新川小学校を経て道立函館中学校（現・北海道函館中部高等学校）を卒業後に上京。23歳の時に母方の名跡で松前藩重臣であった旧家明石家の養子となって家を継ぎ明石姓となる。その後トネのアドバイスにより、信道は早稲田大学理工学部建築科に進学。1928年に卒業。
在学中に新宿の映画館・武蔵野館のオーナーの依頼を受け、設計を担当。その後、建築設計事務所を自営。ただし世界恐慌の影響もあってか鳴かず飛ばずだったため、1931年（昭和6年）夏に函館に帰郷し、その際棒二荻野呉服店の社長である荻野清六に頼り、3年後の1934年に棒二森屋百貨店の設計を委託される。棒二荻野はその後洋品店「金森森屋」と1936年（昭和11年）に合併、若松町に進出し、1935年に建物を竣工させ、その後店舗の規模拡張のから1957年9月に竣工させた建物北側別館の設計も担当し、46年もの長きにわたり棒二森屋の建築に携わっていく。
1940年、早稲田大学専門部工科講師。後に助教授。1945年、早稲田大学専門部工科教授を務め、1952年に早稲田大学理工学部教授。1972年、同大を定年退職、名誉教授。明石信道研究室出身の建築家には相田武文がいる。
フランク・ロイド・ライト設計の帝国ホテル建替え（1967年）にあたり実測調査を行い、『旧帝国ホテルの実証的研究』をまとめた。これにより、日本建築学会賞受賞。

## 作品
- 新宿武蔵野館[7][5]（1928年）現存しない
- 棒二森屋百貨店（函館、1937年）[8]
- 山梨県民会館（1957年）現存しない
- 山梨県庁舎新館（1963年）
- 新宿区役所（1965年）[5]
- 安与ビル（1968年）[5][9][10]
- 新宿帝国館（1931年)[5]
- 千代田女子学園[11]（1961年）

## 著作
- 旧帝国ホテルの実証的研究（東光堂書店、1972年）[12]